# Antonov Állami Repülőgépgyártó Vállalat
Az Antonov Állami Repülőgépgyártó Vállalat (ukránul: Державний авіабудівний концерн "Антонов" [Derzsavnij aviabugyivnij koncern Antonov]) Ukrajnában működő állami vállalat volt, amely az ukrán repülőgépipar jelentősebb cégeit és szervezeteit fogta össze.  2007–2008 között Aviacija Ukrajini (Авіація України), magyarul Ukrán Repülés néven működött. 2015-ben az ukrán repülőgépipart átszervezték és az Ukroboronprom állami holding szervezetébe integrálták. 
Eredetileg Antonov Nemzeti Vállalat néven hozták létre Ukrajna elnökének 2005. májusi rendelete alapján. Kezdetben a repülőgépek tervezésével és fejlesztésével foglalkozó ANTK Antonov, valamint a sorozatgyártással foglalkozó AVIANT Kijevi Repülőgépgyár és a Harkivi Repülőgépgyártó Termelési Egyesülés tartozott hozzá. 2006-ban a kijevi 410-es számú repülőgépgyártó üzemet is az Antonovhoz csatolták. 
2007-ben azonban a céget felszámolták, helyette 2007. március 14-én az ukrán kormány létrehozta az Aviacija Ukrajini (Ukrán Repülés) nevű állami vállalatot, mely elődjéhez hasonlóan integráló funkciót tölt be, és az ukrán repülőgépipar vállalatait  egyesíti. A vállalat elnöke Oleh Sevcsenko, az Aviant repülőgépgyár vezérigazgatója. Az ukrán kormány 2008. október 30-i határozatában a vállalatot átnevezték Antonov Állami Repülőgépgyártó Vállalat névre. 2015 áprilisától az ANTK Antonov átalakításával utódaként hozták létre az Antonov repülőgépgyárat, amely az Ukroboronprom állami holding része lett.

## Az Aviacija Ukrajini részei
- Antonov Tudományos-műszaki Komplexum (ANTK Antonov)
- Antonov repülőgépgyár
- 410-es számú repülőgép üzem
- Harkivi Repülőgépgyártó Termelési Egyesülés
- FED Harkivi Gépgyár
- Buran Tudományos Kutatóintézet
- Ivcsenko–Progresz Zaporizzsjai Gépipari Tervezőiroda
- Novator vállalat
- Ragyiovimirnik